# Яблучне тістечко
Яблучне тістечко — кулінарний десерт, в якому яблука є основним смаковим інгредієнтом. Такі тістечка включають яблука в різних формах, включаючи нарізані кубиками, пюре або тушковані, і можуть містити інші добавки, такі як родзинки, горіхи та «солодкі» спеції, такі як кориця або мускатний горіх. Яблучні тістечка є звичним і популярним десертом у всьому світі завдяки тисячолітньому досвіду вирощуванню яблук в Азії та Європі, а також їх широкому введенню та поширенню по всій Америці завдяки Колумбовому обміну та колонізації. В результаті яблучні десерти, в тому числі і тістечка, мають величезну кількість варіацій.
Яблука також використовують в інших тістечках для додання вологи та солодкості, часто як часткова заміна рафінованому цукру.

## Різновиди

### Британські та ірландські
Регіони Великої Британії та Ірландії мають ідеальний клімат для вирощування яблук, що робить яблучне тістечко поширеним десертом із багатьма регіональними варіаціями. Однак саме в традиційному сільськогосподарському Вест-Кантрі Англії яблучне тістечко стало кулінарним символом своїх графств, наприклад яблучне тістечко з Дорсету, з Девонширу і з Сомерсету. Вони характеризуються використанням цільнозернового борошна та часто поєднанням десертних яблук і яблук Брамлі, і зазвичай подаються теплими з вершками чи заварним кремом, або рідше з сиром.

### Польський

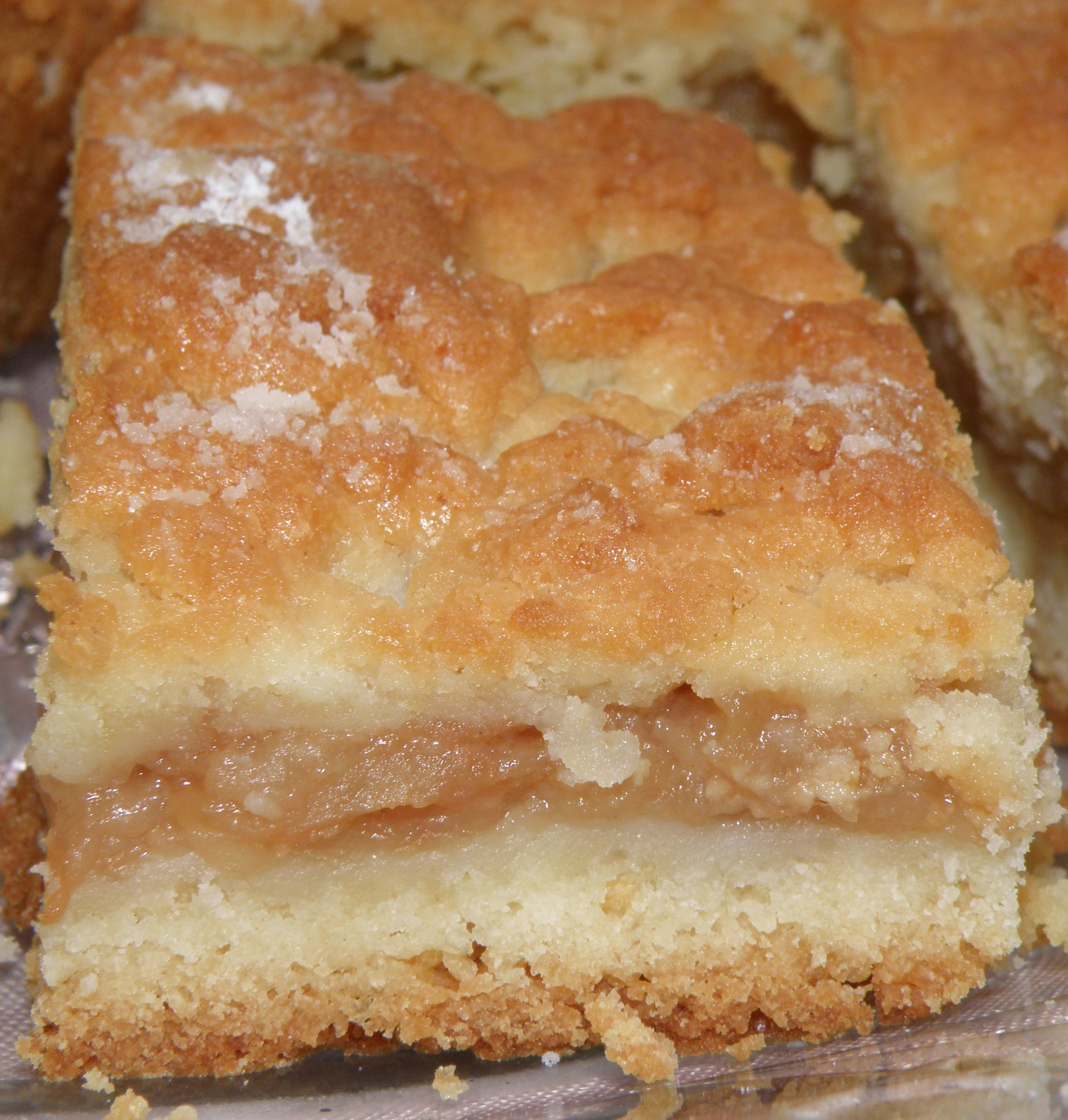
Польська шарлотка

Яблучне тістечко під назвою szarlotka або jabłecznik — поширений традиційний десерт у Польщі, виготовлений із солодкого тіста та яблучної начинки зі спеціями. Його можна посипати крушонкою (крихтою), меренгою або посипати цукровою пудрою. Іноді можна знайти додатковий шар пудинг (budyń польський варіант заварного крему). У ресторанах і кафе його зазвичай подають гарячим зі збитими вершками і кавою.

### Скандинавський
У Скандинавії яблучні тістечка зазвичай готують з кислих яблук і випікають з тістом з цукру, масла, борошна, яєць і розпушувача. Потім їх покривають яблуками, корицею та цукром, іноді також подрібненим мигдалем. Також популярний яблучний крамбл. У Швеції його зазвичай подають теплим зі збитими вершками, заварним кремом (ванільним соусом) або ванільним морозивом.

### Французький
Яблучний пиріг під назвою Тарт Татен (фр. tarte tatin) — це перевернутий яблучний пиріг, дуже популярний у Франції. Згідно з Larousse Gastronomique, він був створений сестрами Татен і демократизований у їхньому ресторані «Lamotte-Beuvron» у XIX столітті.
Цей яблучний пиріг насправді є похідною від старовинної фірмової страви з яблуками чи грушами з Solognese. Він існує дуже давно, і рецепт передавався від матері до дочки.
Традиційно дно форми рясно змазують маслом і додають шар цукрового піску або пудри.
Поверх цієї суміші кладуть часточки яблук і посипають цукром. На яблука кладуть тонко вироблене пісочне тісто. Торт подається гарячим, часто з кулькою ванільного морозива.